# Tatiana Perebiynis

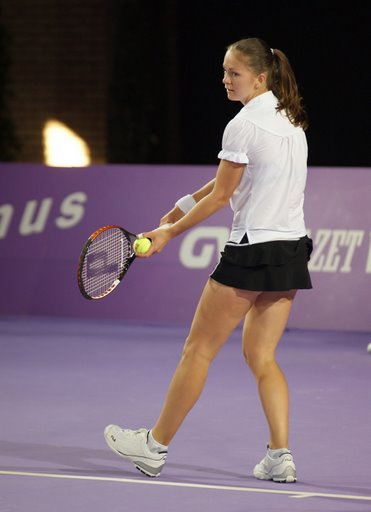
Tatiana Perebiynis.

Tetyana Yurevna Perebiynis (en ucraniano: Тетяна Юрьєвна Перебийніс; Járkov, Ucrania, 15 de diciembre de 1982) es una tenista profesional ucraniana.
Como junior, alcanzó la final individual del torneo de Wimbledon en 2000, ganando el título de dobles de ese torneo ese mismo año.
En 2005 alcanzó la final de Wimbledon en categoría de dobles mixtos junto a su compañero Paul Hanley.
En 2006, haciendo pareja con la también ucraniana Yuliana Fedak alcanzó las semifinales del torneo de Wimbledon en categoría de dobles femeninos. Allí perdió frente a la pareja formada por la española Virginia Ruano y la argentina Paola Suárez.

## Títulos (14; 4+10)

### Individuales (4)
| Leyenda                    |
| Grand Slam (0)             |
| WTA Tour Championships (0) |
| Tier I (0)                 |
| Tier II (0)                |
| Tier III (0)               |
| Tier IV & V (0)            |
| ITF Titles (4)             |

| No. | Fecha | Torneo                 | Superficie    | Oponente en la final | Resultado   |
| 1.  | 1999  | Járkov, Ucrania        | Tierra batida | Anna Zaporozhanova   | 6–3 6–3     |
| 2.  | 2000  | Estambul, Turquía      | Dura          | Miroslava Vavrinec   | 6–4 6–3     |
| 7.  | 2003  | Saint-Gaudens, Francia | Tierra batida | Renata Voracova      | 6–4 6–1     |
| 10. | 2007  | Saint-Gaudens, Francia | Tierra batida | Petra Cetkovská      | 5–7 7–5 7–5 |

#### Finalista (6)
| No. | Fecha | Torneo                   | Superficie    | Oponente en la final | Resultado   |
| 1.  | 1998  | Ashkelon, Israel         | Dura          | Kim Kilsdonk         | 1–6 6–3 3–6 |
| 2.  | 1999  | Estambul, Turquía        | Dura          | Nadejda Ostrovskaya  | 2–6 2–6     |
| 3.  | 1999  | Ashkelon, Israel         | Dura          | Eva Dyrberg          | 4–6 4–6     |
| 4.  | 2001  | Mount Gambier, Australia | Dura          | Cindy Watson         | 3–6 4–6     |
| 5.  | 2004  | Estocolmo, Suecia        | Tierra batida | Alicia Molik         | 1–6 1–6     |
| 6.  | 2006  | Hammond, Estados Unidos  | Dura          | Ansley Cargill       | 4–6 4–6     |

### Dobles (10)
| Leyenda                    |
| Grand Slam (0)             |
| WTA Tour Championships (0) |
| Tier I (0)                 |
| Tier II (2)                |
| Tier III (3)               |
| Tier IV & V (1)            |
| ITF Titles (4)             |

| No. | Fecha | Torneo                 | Superficie    | Compañera             | Oponentes en la final                                  | Resultado       |
| 1.  | 1999  | Estambul, Turquía      | Dura          | Iroda Tulyaganova     | Nadejda Ostrovskaya Alienor Tricerri                   | 6–3 6–4         |
| 2.  | 1999  | Járkov, Ucrania        | Tierra batida | Nadejda Ostrovskaya   | Ekaterina Syssoeva Zuzana Valekova                     | 5–7 6–3 6–3     |
| 3.  | 2000  | Batum, Georgia         | Moqueta       | Tatiana Poutchek      | Mariana Díaz Oliva Eva Dyrberg                         | 1–4 4–2 4–1 4–2 |
| 4.  | 2002  | Taskent, Uzbekistán    | Dura          | Tatiana Poutchek      | Mia Buric Galina Fokina                                | 7–5 6–2         |
| 5.  | 2003  | Saint Gaudens, Francia | Tierra batida | Evgenia Koulikovskaya | Tatiana Poutchek Anastasia Rodionova                   | 7–6(8) 6–3      |
| 6.  | 2003  | Sopot, Polonia         | Tierra batida | Silvija Talaja        | Maret Ani Libuse Prusova                               | 6–4 6–2         |
| 7.  | 2005  | Acapulco, México       | Tierra batida | Alina Jidkova         | Rosa María Andrés Rodríguez Conchita Martínez Granados | 7–5 6–3         |
| 8.  | 2005  | Varsovia, Polonia      | Tierra batida | Barbora Strýcová      | Klaudia Jans Alicja Rosolska                           | 6–1 6–4         |
| 9.  | 2007  | Varsovia, Polonia      | Tierra batida | Vera Dushevina        | Yelena Vesnina Elena Likhovtseva                       | 7–5 3–6 10-2    |
| 10. | 2008  | Estrasburgo, Francia   | Tierra batida | Zi Yan                | Yung-jan Chan Chia-jung Chuang                         | 6-4 6-7(3) 10-6 |

#### Finalista (8)
| No. | Fecha | Torneo                            | Superficie    | Compañera                  | Oponentes en la final                 | Resultado      |
| 1.  | 2001  | Taskent, Uzbekistán               | Dura          | Tatiana Poutchek           | Petra Mandula Patricia Wartusch       | 1–6 4–6        |
| 2.  | 2002  | Albuquerque, Estados Unidos       | Dura          | Christina Wheeler          | F. Lubiana Milagros Sequera           | 6–1 5–7 5–7    |
| 3.  | 2002  | Bogotá, Colombia                  | Tierra batida | Tina Krizan                | Katarina Srebotnik Åsa Svensson       | 2–6 1–6        |
| 4.  | 2003  | Budapest, Hungría                 | Tierra batida | Conchita Martínez Granados | Petra Mandula Elena Tatarkova         | 3–6 1–6        |
| 5.  | 2003  | Helsinki, Finlandia               | Tierra batida | Silvija Talaja             | Evgenia Koulikovskaya Elena Tatarkova | 2–6 4–6        |
| 6.  | 2006  | Las Vegas, Nevada, Estados Unidos | Dura          | Maria Alves                | Casey Dellacqua Nicole Pratt          | w/o            |
| 7.  | 2006  | Civitavecchia, Italia             | Tierra batida | Barbora Strýcová           | Lucie Hradecka Martina Müller         | 7–6(9) 3–6 5–7 |
| 8.  | 2008  | Torneo de Sídney, Australia       | Dura          | Tatiana Poutchek           | Zi Yan Jie Zheng                      | 4–6 6–7(5)     |

### Dobles mixtos (0)

#### Finalista (1)
| Leyenda                    |
| Grand Slam (0)             |
| WTA Tour Championships (0) |
| Tier I (0)                 |
| Tier II (0)                |
| Tier III (0)               |
| Tier IV & V (0)            |
| ITF Titles (4)             |

| No. | Fecha | Torneo                          | Superficie | Compañero   | Oponentes en la final       | Resultado |
| 1.  | 2005  | Wimbledon, Londres, Reino Unido | Hierba     | Paul Hanley | Mary Pierce Mahesh Bhupathi | 4–6 2–6   |

## Estadísticas
| Torneo               | 1999                  | 2000                  | 2001                  | 2002                  | 2003                  | 2004                  | 2005                  | 2006                  | 2007                  | 2008 | Carrera V-D |
| -------------------- | --------------------- | --------------------- | --------------------- | --------------------- | --------------------- | --------------------- | --------------------- | --------------------- | --------------------- | ---- | ----------- |
| Grand Slams          |                       |                       |                       |                       |                       |                       |                       |                       |                       |      |             |
| Abierto de Australia | A                     | A                     | Q                     | Q                     | Q                     | 1R                    | 2R                    | A                     | Q                     | 2R   |             |
| Roland Garros        | A                     | A                     | Q                     | Q                     | 1R                    | 3R                    | 1R                    | A                     | Q                     | 1R   |             |
| Wimbledon            | A                     | A                     | Q                     | 1R                    | 2R                    | 3R                    | 1R                    | Q                     | 2R                    | 2R   |             |
| US Open              | A                     | A                     | 1R                    | Q                     | 2R                    | 1R                    | A                     | Q                     | 1R                    | 3R   |             |
| Grand Slam V-D       |                       |                       |                       |                       |                       |                       |                       |                       |                       |      |             |
| Juegos Olímpicos     |                       |                       |                       |                       |                       |                       |                       |                       |                       |      |             |
|                      | -                     | A                     | -                     | -                     | -                     | 2R                    | -                     | -                     | -                     | A    |             |
| Torneos WTA Tier I   |                       |                       |                       |                       |                       |                       |                       |                       |                       |      |             |
| Doha1                | No considerado Tier I | No considerado Tier I | No considerado Tier I | No considerado Tier I | No considerado Tier I | No considerado Tier I | No considerado Tier I | No considerado Tier I | No considerado Tier I | A    |             |
| Indian Wells         | A                     | A                     | A                     | Q                     | Q                     | 1R                    | Q                     | Q                     | A                     | 1R   |             |
| Miami                | A                     | A                     | 2R                    | 2R                    | 1R                    | 2R                    | Q                     | A                     | A                     | 2R   |             |
| Charleston           | A                     | A                     | A                     | A                     | A                     | 1R                    | 2R                    | A                     | A                     | 3R   |             |
| Berlín               | A                     | A                     | A                     | A                     | A                     | 1R                    | A                     | A                     | A                     | A    |             |
| Roma                 | A                     | A                     | A                     | A                     | A                     | 1R                    | 1R                    | A                     | A                     | A    |             |
| Montréal/Toronto     | A                     | A                     | A                     | A                     | A                     | A                     | A                     | A                     | A                     |      |             |
| Tokio                | A                     | A                     | A                     | A                     | A                     | A                     | A                     | A                     | A                     |      |             |
| Moscú                | Q                     | Q                     | A                     | A                     | 1R                    | Q                     | A                     | A                     | 2R                    |      |             |
| San Diego1           | A                     | A                     | A                     | A                     | A                     | A                     | A                     | A                     | A                     | -    |             |
| Zúrich1              | A                     | A                     | Q                     | Q                     | A                     | A                     | A                     | A                     | A                     | -    |             |
| Ranking              | 276                   | 188                   | 148                   | 114                   | 80                    | 90                    | 214                   | 158                   | 97                    |      | N/A         |

1A partir de 2008, el Torneo de Doha es considerado de categoría Tier I, sustituyendo a los torneos de San Diego y Zúrich.